# Arundel psalter

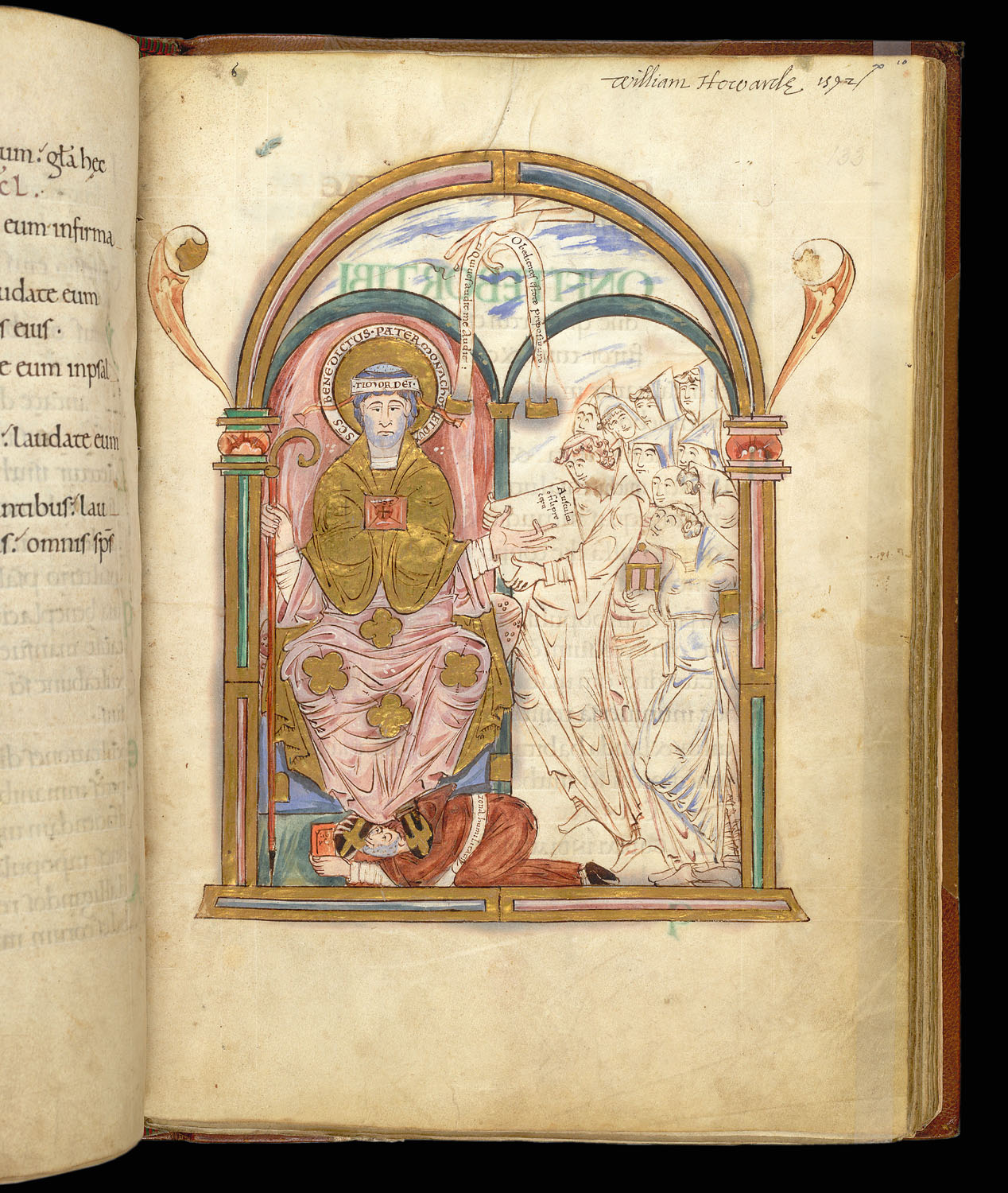
Arundel psalter, f133r, De geknielde monnik geeft een boek aan St. Benedictus

Het Arundel psalter is een geïllumineerd psalter uit het midden van de elfde eeuw, vervaardigd in de priorij van Christ Church in Canterbury Engeland. Het bevindt zich vandaag in Londen in the British Library met als signatuur Arundel 155. Het werd genoemd naar de vroegere eigenaars de graven van Arundel.

## Beschrijving
Het bestaat uit twee delen die samen zijn ingebonden. Het eerste deel werd vervaardigd in de priorij van Christ Church in Canterbury tussen 1012 en 1023 en werd geschreven in het Latijn door Eadui Basan in een Karolingische minuskel. Het bevat een kalender, tabellen voor de berekening van de paasdatum, de psalmen en enkele gebeden en beslaat de folia 2-135 en 171-193. De datering van het gedeelte geschreven door Eadui Basan is gebaseerd op de kalender. Die bevat namelijk een feestdag voor de martelaar Ælfheah, aartsbisschop van Canterbury, die de marteldood stierf in april 1012, maar niet zijn translatie in 1023. Het Arundel psalter is een Gallicaans psalter, het bevat dus de 150 psalmen in de versie zoals we ze kennen van de Vulgaat. In het laatste deel van f171r tot f193 bevat de tekst interlineaire glossen in het Oudengels.

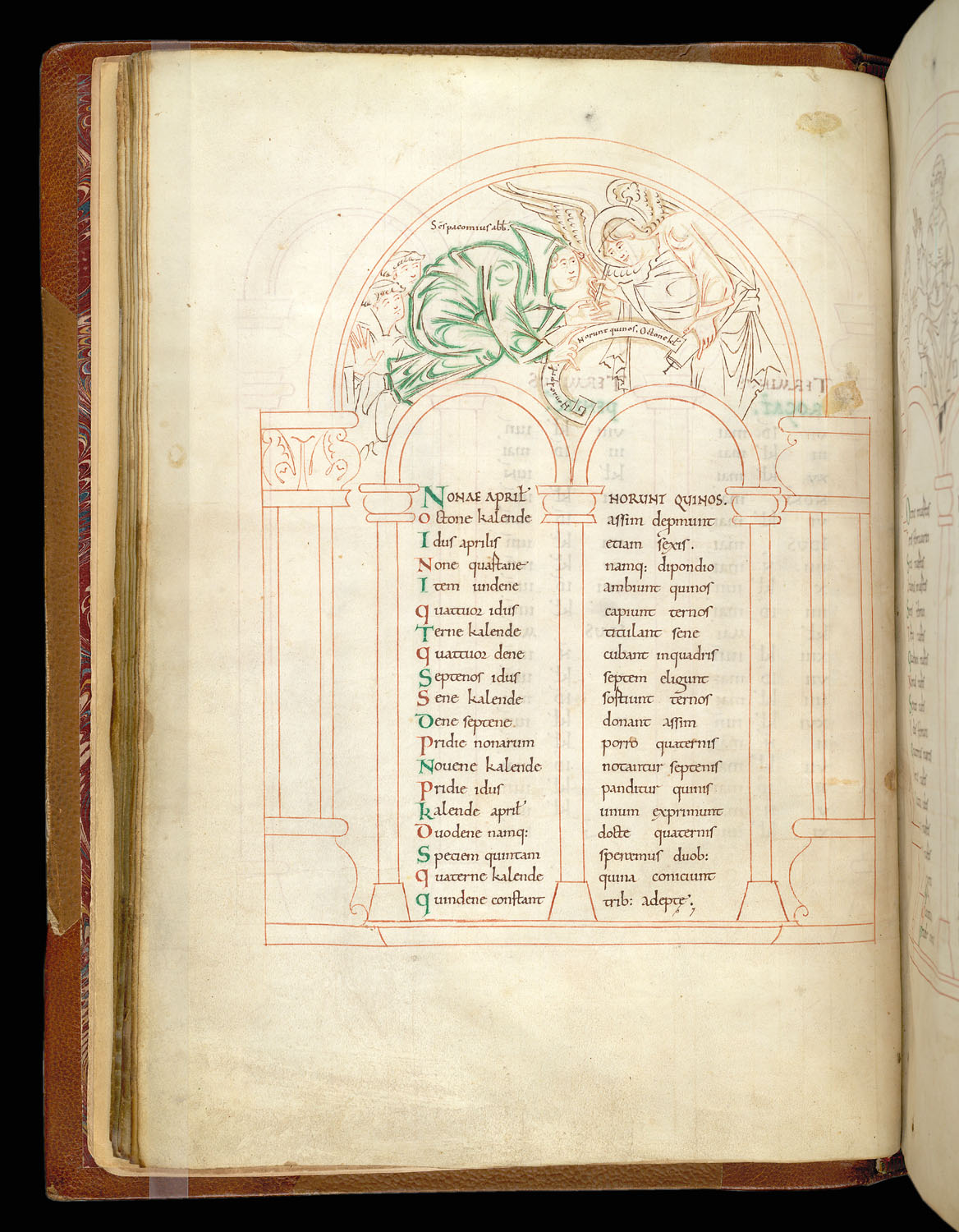
Arundel psalter, f9v, Tabel voor de berekening van de paasdatum.

Het tweede deel beslaat de folia 135-144v en 147-170v. Het is eveneens afkomstig uit de priorij van Christ Church in Canterbury, maar dateert van het derde kwart van de twaalfde eeuw. De Latijnse tekst is geschreven in een protogotisch door meerdere kopiisten. Dit deel bevat de kantieken, het vervolg van de Litanie van alle Heiligen, collecta’s, een hymnarium en een officie van de doden.

## Codicologische gegevens
Het psalter telt 193 perkamenten folia van 310 x 205 mm. Het manuscript telt 24 katernen waarvan de meeste quaternions zijn. Er zijn vier ontbrekende folia. De band is een moderne band afkomstig van het opnieuw inbinden van het manuscript door het British Museum na de aankoop ervan.

## Geschiedenis
De codex bevat de namen van een aantal monniken, een William Ingram uit de late 15e eeuw, William Hadley sub-prior van Christ Church die stierf in 1499 en van een monnik John Waltham. Volgens een inscriptie op f1v werd het manuscript verkocht in 1592.
De volgende eigenaar was lord William Howard (1563-1640) een landeigenaar en antiquaar. Hij was de zoon van Thomas Howard (1538-1572) de vierde hertog van Norfolk. Hij verwierf het werk in 1592 en plaatste een eigenaarsmerk met dat jaartal en zijn embleem op folium 2r.
Van hem ging het boek naar Thomas Howard (1585-1646), tweede graaf van Arundel, vierde graaf van Surrey en eerste graaf van Norfolk, een notoir verzamelaar. Via hem ging het boek over op Henry Howard (1628-1684), zesde hertog van Norfolk die het aan de Royal Society schonk in 1667.
In 1831 werd het aangekocht door het British Museum samen met 549 andere manuscripten uit de Arundel bibliotheek.

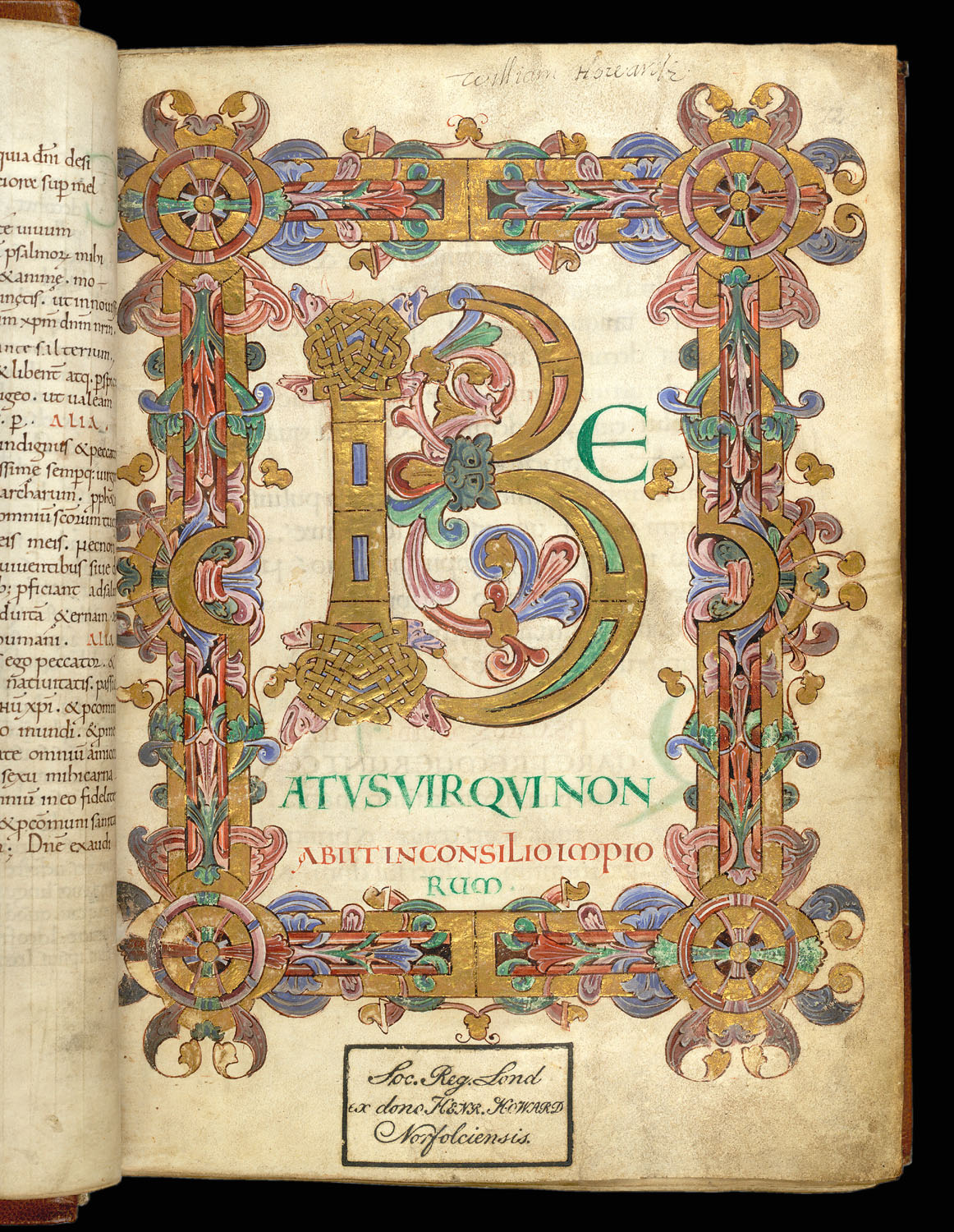
Arundel psalter, f12v, Beatus initiaal bij psalm 1: Beatus vir

## Verluchting
Het eerste deel bevat één miniatuur op folium 133r getekend in inkt, gedeeltelijk ingekleurd en versierd met bladgoud. Mogelijk bevatte het handschrift ook miniaturen op de verdwenen folia die ontbreken voor f53 en f93. Verder zijn er met pentekeningen versierde tabellen op de folia 9v en 10r. Er zijn ook een aantal bijna bladgrote initialen bij het begin van de psalmen 1 (f12r), 51 (f53r) en 101 (93r), volledig omkaderd met banden in bladgoud en versierd met geschilderde bladmotieven. Het kader op f53r bevat medaillons met de symbooldieren van de evangelisten Lucas en Johannes en de gehistorieerde initiaal op f93r toont David die Goliath doodt. Verder is de tekst versierd met grote en kleine initialen uitgevoerd in bladgoud, groen, rood of blauw, waarvan er twee (op f35r en f105r) verder versierd zijn met penwerk. De miniatuur op folium 133r stelt de heilige Benedictus voor met een aantal monniken waarvan een hem een boek aanreikt gemerkt met 'Lib ps', waarschijnlijk moeten we hier Eadui Basan in zien die het door hem geschreven psalmboek presenteert aan de heilige. Die geeft op zijn beurt zijn kloosterregel aan de monniken. Mogelijk is hier Eadui Basan afgebeeld.
In het tweede deel vinden we versierde initialen en lijnvullers terug.

## Externe referenties
- The Arundel Psalter

Albanus Psalter · Anglo-Catalaans psalter · Arundel psalter · Psalter van Blanche van Castilië · Cathach van Sint-Columba · Dagulf-psalter · Eadwine psalter · Fécamp psalter · Harley psalter · Hunter psalter · Ingeborgpsalter · Kopenhagen psalter · Leidse Psalter van Lodewijk de Heilige · Psalter van Jean de Berry · Psalter van Lodewijk de Duitser · Luttrell psalter · Macclesfield Psalter · Parijse Psalter van Lodewijk de Heilige · Melisende Psalter · Queen Mary Psalter · Tiberius Psalter · Utrechts Psalter · Wachtendonckse Psalmen